# Giovanni Battista Mazzolo
Giovanni Battista Mazzolo (* in Carrara;† nach 1550) war ein italienischer Bildhauer. Er war in der ersten Hälfte des 16. Jahrhunderts in Messina tätig.

## Leben
Er wird erstmals 1512 in Messina genannt. 1530 schuf Mazzolo die Marmordekoration in der „Capella della pace“ der Kathedrale von Messina. 1534 vollendete Mazzolo 3 Statuen am Hauptportal des Domes zu Messina, das sind Madonna mit Kind, die Heiligen Paulus und Petrus. Weiterhin stammt die Figur des Johannes des Täufers und die Kanzel im Dom zu Messina von ihm. Sein Hauptwerk, das 1523 geschaffene Grabdenkmal des berühmten Erzbischofes Bellorado, befindet sich ebenfalls im Dom zu Messina. In der Cappella dei Canonici im Dom zu Messina wird ihm ein Marmorrelief von 1593 zugeschrieben.
Ein weiteres Werk gibt es im Palazzo Bellomo in Syrakus. Dort schuf er ein Wappen für Eleonora Branciforte.
Mazzolo war verheiratet und hatte einen Sohn Giovan Domenico (Giandomenico) Mazzolo, der ebenfalls als Bildhauer tätig war.